# Changé (Sarthe)
 Changé  es una población y comuna francesa, situada en la región de Países del Loira, departamento de Sarthe, en el distrito de Le Mans y cantón de Le Mans-Est-Campagne.

## Demografía
| 2,754 | 2,989 | 3,684 | 4,072 | 4,428 | 5,200 |
| Para los censos de 1962 a 1999 la población legal corresponde a la población sin duplicidades (Fuente: INSEE [Consultar]) |       |       |       |       |       |